# 香港聖公會聖約翰座堂聖日一覽表
香港聖公會聖約翰座堂的所紀念的教會年曆聖日比香港聖公會禮儀專責委員會提供之香港聖公會聖日一覽表有少許增修 (以「座堂紀念」表示)。

## 流動聖日
- 基督領洗日／顯現後第一主日（白）
- 顯現主日（座堂紀念，白）
- 大齋首日，又名灰日（紫）
- 春季齋期
- 棕枝主日（深紅）
- 聖週星期一（紫）
- 聖週星期二（紫）
- 聖週星期三（紫）
- 設立聖餐日／聖週星期四（白）
- 救主受難日（黑或紅）
- 聖週星期六（移除）／復活前夕（白）
- 復活日，3月20日後首個滿月的主日。
- 復活週星期一（白或金）
- 復活週星期二（白或金）
- 復活週星期三（白或金）
- 復活週星期四（白或金）
- 復活週星期五（白或金）
- 復活週星期六（白或金）
- 特禱日（白）
- 升天日，復活日後第四十天（白或金）
- 聖靈降臨日：五旬節，復活日後第五十天（紅）
- 夏季齋期
- 聖靈降臨期第一主日：三一主日（白）
- 基督聖體聖血日（座堂紀念，白）
- 秋季齋期
- 基督君王日（將臨前主日），聖靈降臨期最後一個主日（白）
- 冬季齋期

## 1月
- 1 基督聖名及受割禮日（白）
- 2 聖巴西流與聖葛列格里日，聖師（座堂紀念，白）
- 6 顯現日（改在1月2-8日的星期日為顯現主日，白）
- 12 聖奧爾力日，利霍斯修院院長（座堂紀念，白）
- 13 聖希拉里日，普瓦捷主教，聖師（座堂紀念，白）
- 17 聖安東尼日，隱修士，修院院長（座堂紀念，白）
- 19 聖胡斯坦日，伍斯特主教（座堂紀念，白）
- 21 聖艾格尼絲日，羅馬兒童殉道者（座堂紀念，深紅）
- 24 聖法蘭西斯·沙里士日，日內瓦主教，聖師（座堂紀念，白）
- 25 聖保羅受感化日（白）
- 26 聖提摩太與聖提多日（小聖日，白）
- 28 聖多馬·阿奎那日，牧師，哲學家，聖師（座堂紀念，白）
- 30 聖查理斯日，國王及殉道者（座堂紀念，深紅）

## 2月
- 2 奉獻基督於聖殿日（白）
- 3 聖安斯加爾日，漢堡大主教，傳教士（座堂紀念，白）
- 14 聖西里爾及默多迪斯日（座堂紀念，白）
- 17 賈納尼·羅溫日，烏干達大主教，殉道者（座堂紀念，深紅）
- 23 聖波利卡日，士麥那主教，殉道者（座堂紀念，深紅）
- 24 聖馬提亞日（深紅）
- 27 佐治·赫伯特日，牧師，詩人（座堂紀念，白）

## 3月
- 1 聖大衞日，威爾斯守護聖者（座堂紀念，白）
- 2 聖查得日，利奇菲爾德主教，傳教士（座堂紀念，白）
- 7 聖帕佩蓓與聖費利西蒂日及同伴，殉道者（座堂紀念，深紅）
- 8 愛德華國王日，林肯主教（座堂紀念，白）
- 17 聖柏德烈日，傳教士，愛爾蘭守護聖者（座堂紀念，白）
- 19 聖約瑟日（白）
- 20 聖卡斯伯特日，林迪斯法恩主教，傳教士（座堂紀念，白）
- 21 多馬·克蘭默日，坎特伯里大主教及宗教改革殉道者（座堂紀念，深紅）
- 25 童貞女馬利亞聞報日（白）

## 4月
- 10 威廉‧羅日，牧師，屬靈作家（座堂紀念，白）
- 21 聖安瑟倫日，勒貝克修院院長，坎特伯里大主教，聖師（座堂紀念，白）
- 23 聖佐治日，英格蘭守護聖者（座堂紀念，深紅）
- 25 聖馬可日（深紅）
- 29 聖嘉芙蓮·錫耶納日，聖師（座堂紀念，白）

## 5月
- 1 聖腓力日（深紅）
- 2 聖阿塔那修日，亞歷山大主教，聖師（座堂紀念，白）
- 4 宗教改革時期英國聖徒與殉道者日（座堂紀念，深紅）
- 8 朱利安日，屬靈作家（座堂紀念，白）
- 9 聖基道日（小聖日，深紅）
- 19 聖鄧斯坦日，坎特伯里大主教（座堂紀念，白）
- 20 聖阿爾昆日，會吏（座堂紀念，白）
- 24 約翰衞斯理及查爾斯衞斯理日，傳教士和聖詩作家（座堂紀念，白）
- 25 聖貝德日，學者，歷史學家（座堂紀念，白）
- 26 聖奧古斯丁日，首任坎特伯里大主教（座堂紀念，白）
- 30 約瑟芬· 巴特勒日，社會改革家
- 31 聖母訪親日（白）

## 6月
- 5 聖波尼法日，主教，殉道者（座堂紀念，深紅）
- 8 多馬·肯日，巴富及威爾斯主教，拒絕宣誓效忠者，聖詩作家（座堂紀念，白）
- 9 聖哥倫巴日，愛奧那島修院院長，傳教士（座堂紀念，白）
- 11 聖巴拿巴日（深紅）
- 14 聖巴西流日（小聖日，白）
- 16 聖理查日，奇切斯特主教（座堂紀念，白）
- 22 聖阿爾班日，不列顛首位殉道者（座堂紀念，深紅）
- 23 聖埃塞德麗達，伊利修院女院長（座堂紀念，白）
- 24 施洗聖約翰日（白）
- 28 聖愛納內日，里昂主教，聖師（座堂紀念，白）
- 29 聖彼得及聖保羅日（深紅）

## 7月
- 3 聖多馬日（深紅）
- 11 圣本德日（小聖日，白）
- 14 約翰· 基布爾日，牛津運動支持者，詩人（座堂紀念，白）
- 15 聖斯威辛日，溫徹斯特主教（座堂紀念，白）
- 19 聖葛列格里及馬克麗娜日（座堂紀念，白）
- 22 聖抹大拉馬利亞日（白）
- 25 聖雅各日（深紅）
- 26 聖安妮及聖約阿希姆日，童貞女馬利亞父母親（座堂紀念，白）
- 29 聖馬利亞，聖馬大及聖拉撒路日，主的同伴（座堂紀念，白）
- 30 威廉·威爾伯福斯日，社會改革家，奥拉達·艾奎亞諾及聖多馬· 克拉克森日，反奴隸制運動家（座堂紀念，白）

## 8月
- 5 聖奧斯維德日，諾桑比亞國王，殉道者（座堂紀念，深紅）
- 6 基督易容顯光日（白）
- 8 聖道明力日（座堂紀念，白）
- 9 馬利·森納日，母親聯盟創辦人 （座堂紀念，白）
- 10 聖羅倫斯日，執事，殉道者（座堂紀念，深紅）
- 11 聖嘉勒日（座堂紀念，白）
- 13 謝里米·泰來日，聖師（座堂紀念，白）
- 15 聖母蒙召升天節（座堂紀念，白）
- 20 聖伯納德日，克萊爾沃修院院長，聖師（座堂紀念，白）
- 24 聖巴多羅買日（深紅）
- 27 聖莫尼加日，希波聖奧古斯丁母親（座堂紀念，白）
- 28 聖奧古斯丁日，希波主教，聖師（小聖日，白）
- 29 施洗聖約翰殉道日（座堂紀念，深紅）
- 30 約翰·班揚日，屬靈作家（座堂紀念，白）
- 31 聖艾丹日，林迪斯主教，傳教士（座堂紀念，白）

## 9月
- 3 聖額我畧一世日，羅馬主教，聖師（座堂紀念，白）
- 8 童貞女聖馬利亞日（白）
- 14 聖十架日（深紅）
- 15 聖西浦廉日，迦太基主教，殉道者（座堂紀念，深紅）
- 16 聖尼尼安日，加洛韋主教（座堂紀念，白）
- 17 聖希爾德格日，賓根修院女院長（座堂紀念，白）
- 20 約翰·柯勒律治 ·柏迪臣日，首任美拉尼西亞主教與他的同伴，殉道者（座堂紀念，深紅）
- 21 聖馬太日（深紅）
- 25 蘭斯洛特· 安德魯斯日，溫徹斯特主教，屬靈作家（座堂紀念，白）
- 27 聖雲信特保羅日（座堂紀念，白）
- 29 聖米迦勒與諸天使日（白或金）

## 10月
- 4 聖法蘭西斯日（小聖日，白）
- 6 威廉·丁道爾日，聖經翻譯者，改革殉道者（座堂紀念，深紅）
- 10 聖保利諾日，約克主教，傳教士（座堂紀念，白）
- 12 聖威爾弗日，主教，傳教士（座堂紀念，白）
- 13 聖愛德華日，英格蘭國王（座堂紀念，白）
- 15 阿維拉聖德肋撒日，聖師（座堂紀念，白）
- 17 聖伊內修日，安提阿主教，殉道者（座堂紀念，深紅）
- 18 聖路加日（深紅）
- 19 亨利·馬田日，聖經翻譯者，傳教士（座堂紀念，白）
- 26 聖艾爾發一世日，西撒克遜國王（座堂紀念，白）
- 28 聖西門及聖猶大日（深紅）
- 29 雅各·漢寧頓日，東赤道非洲主教，烏干達殉道者（座堂紀念，深紅）

## 11月
- 1 諸聖日（白）
- 2 諸靈日（小聖日，白或紫）
- 3 理查德·可格日，牧師，聖公會衞道士，聖師（座堂紀念，白）
- 7 聖威利布羅德日，約克主教，弗里斯亞使徒（座堂紀念，白）
- 10 聖利奧一世(聖良一世)日，羅馬主教，聖師（座堂紀念，白）
- 11 聖馬田日，圖爾主教（座堂紀念，白）
- 13 查里斯·西蒙日，牧師，神聖的福音派（座堂紀念，白）
- 16 聖瑪嘉烈日，蘇格蘭女王，慈善家，教會改革者
- 17 聖曉治日，林肯主教（座堂紀念，白）
- 18 匈牙利聖伊利莎伯日，圖林根公主，慈善家（座堂紀念，白）
- 19 聖希爾達日，惠特比修院女院長（座堂紀念，白）
- 20 聖愛德蒙日，東英吉利國王，殉道者（座堂紀念，深紅）
- 23 聖紀文日（小聖日，深紅）
- 25 聖傑靈日（小聖日，深紅）
- 30 聖安德烈日（深紅）

## 12月
- 6 聖尼哥拉日，米拉主教（小聖日，白）
- 8 童貞聖母馬利亞受孕日（座堂紀念，白）
- 13 聖露西日，殉道者（座堂紀念，深紅）
- 24 圣诞前夕（白）
- 25 救主圣诞日（白或金）
- 26 聖士提反日（深紅）
- 27 使徒聖約翰日（白）
- 28 嬰孩被殺日（深紅）